# SAT (Test)

SAT-Logo

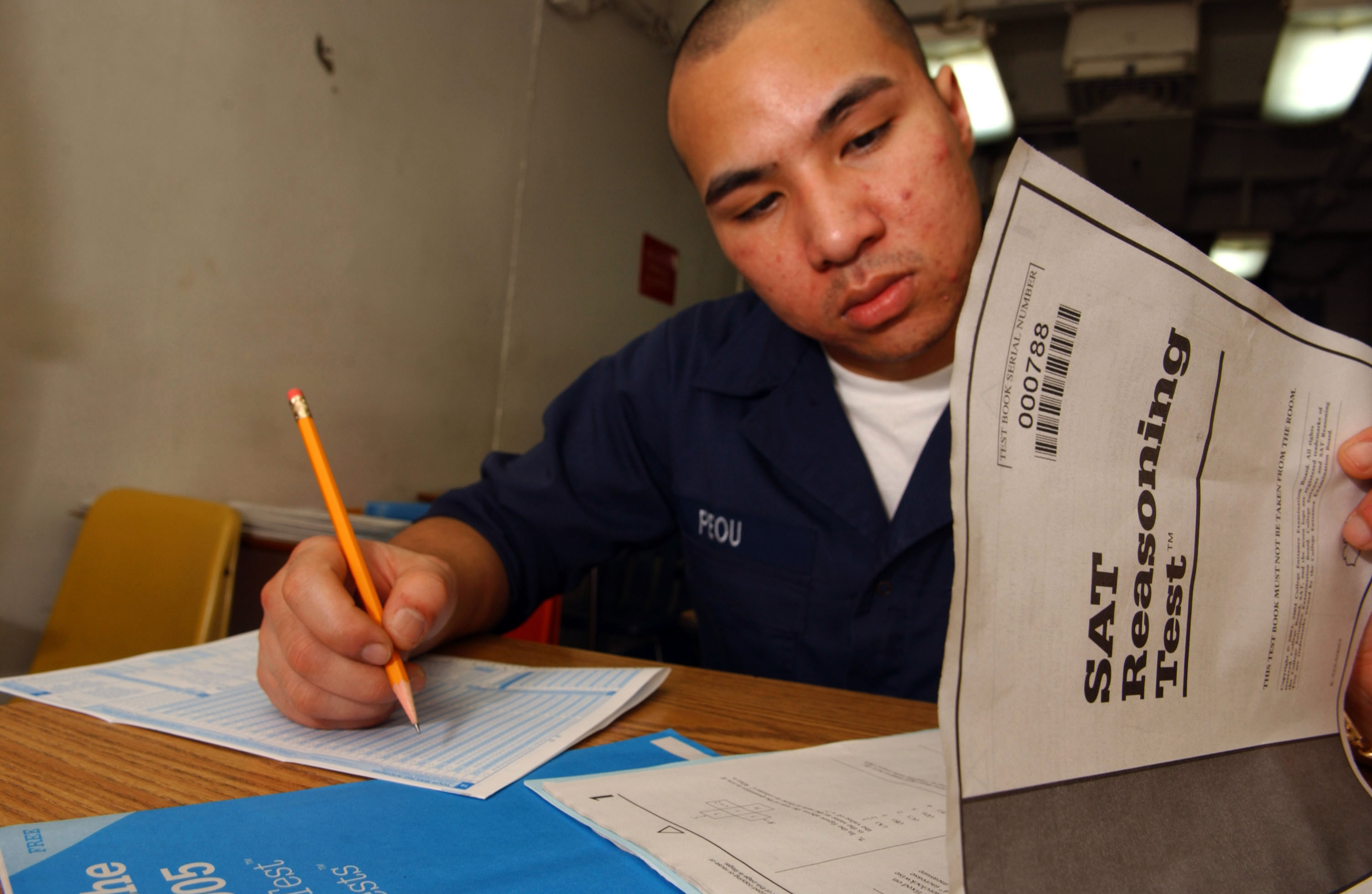
Matrose der US-Navy beim Ausfüllen eines SATs

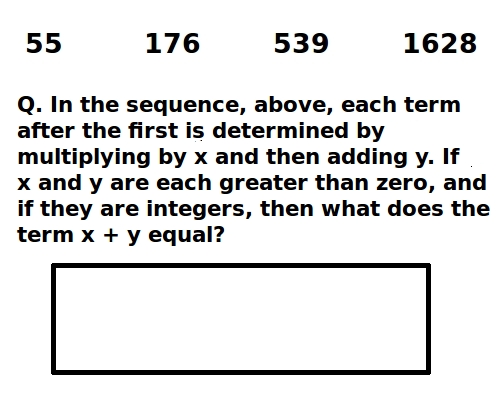
Mathematikaufgabe aus einem SAT-Test

Der SAT (Scholastic Assessment Test) ist ein US-amerikanischer standardisierter Test, der hauptsächlich von Studienplatzbewerbern an amerikanischen Universitäten gefordert wird (Studierfähigkeitstest). Ehemalige Bezeichnungen für ihn sind Scholastic Aptitude Test und davor Scholastic Achievement Test.
Auch einige private Hochschulen in Deutschland, wie die Constructor University in Bremen und die inzwischen nach Insolvenz aufgelöste International University in Germany in Bruchsal, haben früher von Bewerbern das Ablegen des Tests gefordert.

## Hintergrund
Da das Schulsystem der USA uneinheitlich ist, sind Schulnoten verschiedener High Schools im Allgemeinen nicht miteinander vergleichbar. Daher führt das College Board, eine Vereinigung 4500 amerikanischer Bildungseinrichtungen, an landesweit gleichzeitigen Terminen standardisierte Tests durch, deren Ergebnisse oftmals über den weiteren Bildungsweg eines Schülers entscheiden.

## Aufbau
Jeder Test besteht aus mehreren Modulen: Einem allgemeinen Teil, der sich in die Abschnitte Mathematik, kritisches Lesen und kreatives Schreiben gliedert, und bis zu drei fachspezifischen Tests, von denen insgesamt 20 zur Auswahl stehen. Die Tests erfolgen vorwiegend nach dem Multiple-Choice-Verfahren. Jeder Teiltest wird mit einer Punktzahl zwischen 200 und 800 bewertet, die anschließend wegen unterschiedlicher Schwierigkeitsgrade skaliert wird, um auch zwischen verschiedenen SAT-Tests vergleichbare Ergebnisse zu erhalten.
Der SAT wurde seit seiner Einführung 1901 mehrfach grundlegend überarbeitet und umbenannt. Dabei versuchte man stets, dem Ziel des Tests, kein Wissen, sondern Fähigkeiten zu ermitteln, näher zu kommen und Benachteiligungen von Probanden aus ärmeren Schulbezirken zu vermeiden.

## Bedeutung
Mit dem SAT lassen sich die Erfolge des Highschool-Systems messen, mit dem High School Diploma auch die akademischen Voraussetzungen für den Besuch eines Colleges zu erreichen. Seit 2009 erreichten dabei in den Vereinigten Staaten weniger als die Hälfte der Highschool-Absolventen den Schwellenwert von 1550 Punkten im SAT (Stand einschließlich der Daten von 2013). Der Bildungsgrad der Eltern sagte 2013 den Erfolg der Kinder am besten voraus: Während 68 % der Kinder den Schwellenwert erreichten, von denen mindestens ein Elternteil einen Master- oder höheren Abschluss hatte, schafften das nur 27 % der Kinder, deren Eltern nur einen Highschool-Abschluss hatten. Zweitwichtigster Faktor war die Rasse nach der Definition der US-Bevölkerungsstatistik: Schüler asiatischer Herkunft erreichten den Grenzwert zu 56 %, Weiße zu 53 %, indigene Amerikaner zu 35 %, Hispanics zu 24 % und Afroamerikaner zu 15 %.